# 伍丁頓鎮區 (北卡羅萊納州勒諾縣)
伍丁頓鎮區（英語：Woodington Township）是位於美國北卡羅萊納州勒諾縣的一個鎮區。

## 地方資料
伍丁頓鎮區的面積為112.66平方千米，皆為陸地。根據2020年美國人口普查的數據，當地共有人口1526人，而人口密度為每平方千米13.55人。